# Dschambulat Chatochow
Dschambulat Chatochow (russisch Джамбулат Хатохов, auch Dzhambulat „Dzhambik“ Khatokhov transkribiert; * 24. September 1999 in Terek, Kabardino-Balkarien, Russland; † 29. Dezember 2020) war gemäß World Record Academy ab 2003 das dickste Kind der Welt.

## Biografie
Als Fünfjähriger reiste er zusammen mit seiner Mutter nach Japan, um an der Fernsehsendung Impossible von Fuji Television teilzunehmen. Seine Mutter, Nelja Kabardarkowa, die aus dem Ruhm ihres Sohnes finanzielle Vorteile zog, betonte, dass sie ihm nie leistungssteigernde Medikamente (anabole Steroide) gegeben habe, und sagte, dass sie den Wunsch ihres Sohnes, Sumoringer zu werden, unterstützt habe. Ihren Angaben zufolge war sein Großvater als Bogatyr bekannt.
Spezialisten waren sich nicht über die Ursache seiner starken Gewichtszunahme einig. Er wurde regelmäßig wegen seines Übergewichts getestet. 2008 besuchte ihn der britische Arzt Ian Campbell, welcher ihn untersuchte und einige Tests durchführte. Er wurde auch auf anabole Steroide getestet; das Resultat war jedoch negativ.
Chatochows Leibesfülle brachte ihm nach einem Helden aus der lokalen Mythologie den Spitznamen Sosruko ein.

## Gewichtsentwicklung
| Alter    | Gewicht       | Gewicht eines... |
| -------- | ------------- | ---------------- |
| Geburt   | 2,9 kg        | Normal           |
| 1 Jahr   | 12,7 kg       | 2-jährigen       |
| 4 Jahre  | 55,8 kg       | 14 ¾-jährigen    |
| 6 Jahre  | 98,4 kg       |                  |
| 8 Jahre  | 132,9 kg      |                  |
| 9 Jahre  | 146,1 kg      |                  |
| 12 Jahre | 175 kg 190 kg |                  |
| 16 Jahre | 226 kg        |                  |